# Motorrad-Weltmeisterschaft 1960
Die Motorrad-WM-Saison 1960 war die zwölfte in der Geschichte der FIM-Motorrad-Straßenweltmeisterschaft.
In der Klasse bis 500 cm³ wurden sieben, in der Klasse bis 250 cm³ sechs und in den Klassen bis 350 cm³ und bis 125 cm³ sowie bei den Gespannen fünf Rennen ausgetragen.

## Punkteverteilung
| Punktewertung | Punktewertung | Punktewertung | Punktewertung | Punktewertung | Punktewertung | Punktewertung |
| ------------- | ------------- | ------------- | ------------- | ------------- | ------------- | ------------- |
| Platz         | 1             | 2             | 3             | 4             | 5             | 6             |
| Punkte        | 8             | 6             | 4             | 3             | 2             | 1             |

- Die Zahl gewerteter Läufe wurde bei gerader Anzahl an ausgetragenen Rennen berechnet, indem man diese Anzahl halbierte und dann mit eins addierte. Bei sechs Rennen gingen also vier in die WM-Wertung ein.
- Wurde eine ungerade Zahl Rennen ausgetragen, wurde die Zahl der Läufe mit eins addiert und dann halbiert. Bei sieben Rennen gingen somit vier in die Wertung ein.

## Wissenswertes

### Todesfälle
- Der Australier Bob Brown verunglückte am 23. Juli 1960 im 250-cm³-Training zum Großen Preis von Deutschland auf der Stuttgarter Solitude und erlag kurze Zeit später in einem Stuttgarter Krankenhaus den dabei erlittenen Kopfverletzungen.

## 500-cm³-Klasse

### Rennergebnisse
|   | Datum  | Rennen                 | Strecke           | Platz 1      | Platz 2         | Platz 3         | Schn. Rennrunde |
| - | ------ | ---------------------- | ----------------- | ------------ | --------------- | --------------- | --------------- |
| 1 | 22.05. | GP von Frankreich      | Clermont-Ferrand  | John Surtees | Remo Venturi    | Bob Brown       | John Surtees    |
| 2 | 17.06. | 42. Isle of Man TT     | Mountain Course   | John Surtees | John Hartle     | Mike Hailwood   | John Surtees    |
| 3 | 25.06. | 30. Dutch TT           | Assen             | Remo Venturi | Bob Brown       | Emilio Mendogni | Remo Venturi    |
| 4 | 03.07. | 33. GP von Belgien     | Spa-Francorchamps | John Surtees | Remo Venturi    | Bob Brown       | John Surtees    |
| 5 | 14.06. | 24. GP von Deutschland | Solitude          | John Surtees | Remo Venturi    | Emilio Mendogni | John Surtees    |
| 6 | 06.08. | 32. Ulster GP          | Dundrod           | John Hartle  | John Surtees    | Alan Shepherd   | John Surtees    |
| 7 | 11.09. | 38. GP der Nationen    | Monza             | John Surtees | Emilio Mendogni | Mike Hailwood   | John Surtees    |

### Fahrerwertung
| 1 | John Surtees    | MV Agusta          | 32 (46) |
| 2 | Remo Venturi    | MV Agusta          | 26      |
| 3 | John Hartle     | MV Agusta / Norton | 16      |
| 4 | Bob Brown (†)   | Norton             | 15      |
| 5 | Emilio Mendogni | MV Agusta          | 15      |
| 6 | Mike Hailwood   | Norton             | 13      |
| 7 | Paddy Driver    | Norton             | 9       |
| 8 | Dickie Dale     | Norton             | 6       |

| 9  | Jim Redman     | Norton    | 5 |
| 10 | Tom Phillis    | Norton    | 4 |
|    | Alan Shepherd  | Matchless | 4 |
| 12 | Ralph Rensen   | Norton    | 3 |
| 13 | Ladi Richter   | Norton    | 2 |
|    | John Hempleman | BMW       | 2 |
| 15 | Fumio Ito      | Norton    | 1 |
|    | Rudolf Gläser  | Norton    | 1 |

(Punkte in Klammern inklusive Streichresultate)

### Konstrukteurswertung
| 1 | MV Agusta | 32 (54) |
| 2 | Norton    | 18 (32) |
| 3 | Matchless | 4       |
| 4 | BMW       | 1       |

(Punkte in Klammern inklusive Streichresultate)

## 350-cm³-Klasse

### Rennergebnisse
|   | Datum  | Rennen              | Strecke          | Platz 1      | Platz 2           | Platz 3       | Schn. Rennrunde |
| - | ------ | ------------------- | ---------------- | ------------ | ----------------- | ------------- | --------------- |
| 1 | 22.05. | GP von Frankreich   | Clermont-Ferrand | Gary Hocking | František Šťastný | John Surtees  | John Surtees    |
| 2 | 17.06. | 42. Isle of Man TT  | Mountain Course  | John Hartle  | John Surtees      | Bob McIntyre  | John Surtees    |
| 3 | 25.06. | 30. Dutch TT        | Assen            | John Surtees | Gary Hocking      | Bob Anderson  | John Surtees    |
| 4 | 06.08. | 32. Ulster GP       | Dundrod          | John Surtees | John Hartle       | Hugh Anderson | Alan Shepherd   |
| 5 | 11.09. | 38. GP der Nationen | Monza            | Gary Hocking | František Šťastný | John Hartle   | Gary Hocking    |

### Fahrerwertung
| 1 | John Surtees      | MV Agusta          | 22 (26) |
| 2 | Gary Hocking      | MV Agusta          | 22      |
| 3 | John Hartle       | MV Agusta / Norton | 18      |
| 4 | František Šťastný | Jawa               | 12      |
| 5 | Bob Anderson      | Norton             | 10      |
| 6 | Bob Brown (†)     | Norton             | 6       |
| 7 | Hugh Anderson     | A.J.S.             | 5       |

| 8  | Dickie Dale    | Norton               | 5 |
| 9  | Paddy Driver   | Norton               | 5 |
| 10 | Bob McIntyre   | Potts Special-A.J.S. | 4 |
| 11 | Derek Minter   | Norton               | 3 |
| 12 | Ralph Rensen   | Norton               | 2 |
| 13 | Frank Perris   | Norton               | 1 |
|    | John Hempleman | Norton               | 1 |

(Punkte in Klammern inklusive Streichresultate)

### Konstrukteurswertung
| 1 | MV Agusta | 24 (40) |
| 2 | Norton    | 14 (20) |
| 3 | Jawa      | 12      |
| 4 | A.J.S.    | 9       |

(Punkte in Klammern inklusive Streichresultate)

## 250-cm³-Klasse

### Rennergebnisse
|   | Datum  | Rennen                 | Strecke           | Platz 1       | Platz 2       | Platz 3           | Schn. Rennrunde   |
| - | ------ | ---------------------- | ----------------- | ------------- | ------------- | ----------------- | ----------------- |
| 1 | 13.06. | 42. Isle of Man TT     | Mountain Course   | Gary Hocking  | Carlo Ubbiali | Tarquinio Provini | Carlo Ubbiali     |
| 2 | 25.06. | 30. Dutch TT           | Assen             | Carlo Ubbiali | Gary Hocking  | Luigi Taveri      | Tarquinio Provini |
| 3 | 03.07. | 33. GP von Belgien     | Spa-Francorchamps | Carlo Ubbiali | Gary Hocking  | Luigi Taveri      | Carlo Ubbiali     |
| 4 | 14.06. | 24. GP von Deutschland | Solitude          | Gary Hocking  | Carlo Ubbiali | Kenjiro Tanaka    | Gary Hocking      |
| 5 | 06.08. | 32. Ulster GP          | Dundrod           | Carlo Ubbiali | Tom Phillis   | Jim Redman        | Carlo Ubbiali     |
| 6 | 11.09. | 38. GP der Nationen    | Monza             | Carlo Ubbiali | Jim Redman    | Ernst Degner      | Carlo Ubbiali     |

### Fahrerwertung
| 1 | Carlo Ubbiali       | MV Agusta            | 32 (44) |
| 2 | Gary Hocking        | MV Agusta            | 28      |
| 3 | Luigi Taveri        | MV Agusta            | 11      |
| 4 | Jim Redman          | Honda                | 10      |
| 5 | Mike Hailwood       | Ducati / F.B Mondial | 8       |
| 6 | Tom Phillis         | Honda                | 6       |
| 7 | Kunimitsu Takahashi | Honda                | 6       |
| 8 | Ernst Degner        | MZ                   | 5       |
| 9 | Tarquinio Provini   | Morini               | 4       |
|   | Kenjiro Tanaka      | Honda                | 4       |

| 11 | Bob Brown (†)   | Honda              | 3 |
|    | John Hempleman  | MZ                 | 3 |
|    | Dickie Dale     | MZ                 | 3 |
| 14 | Moto Kitano     | Honda              | 2 |
|    | Alberto Pagani  | Aermacchi / Ducati | 2 |
|    | Gilberto Milani | Honda              | 2 |
| 17 | Naomi Taniguchi | Honda              | 1 |
|    | Günter Beer     | Adler              | 1 |
|    | Yukio Satoh     | Honda              | 1 |

(Punkte in Klammern inklusive Streichresultate)

### Konstrukteurswertung
| 1 | MV Agusta   | 32 (48) |
| 2 | Honda       | 19      |
| 3 | MZ          | 10      |
| 4 | Ducati      | 6       |
| 5 | Morini      | 4       |
| 6 | F.B Mondial | 2       |
|   | Aermacchi   | 2       |
| 8 | Adler       | 1       |

(Punkte in Klammern inklusive Streichresultate)

## 125-cm³-Klasse

### Rennergebnisse
|   | Datum  | Rennen              | Strecke           | Platz 1       | Platz 2         | Platz 3          | Schn. Rennrunde                    |
| - | ------ | ------------------- | ----------------- | ------------- | --------------- | ---------------- | ---------------------------------- |
| 1 | 13.06. | 42. Isle of Man TT  | Mountain Course   | Carlo Ubbiali | Gary Hocking    | Luigi Taveri     | Carlo Ubbiali                      |
| 2 | 25.06. | 30. Dutch TT        | Assen             | Carlo Ubbiali | Gary Hocking    | Alberto Gandossi | Carlo Ubbiali                      |
| 3 | 03.07. | 33. GP von Belgien  | Spa-Francorchamps | Ernst Degner  | John Hempleman  | Carlo Ubbiali    | John Hempleman und Bruno Spaggiari |
| 4 | 06.08. | 32. Ulster GP       | Dundrod           | Carlo Ubbiali | Gary Hocking    | Ernst Degner     | Ernst Degner                       |
| 5 | 11.09. | 38. GP der Nationen | Monza             | Carlo Ubbiali | Bruno Spaggiari | Ernst Degner     | Bruno Spaggiari                    |

### Fahrerwertung
| 1 | Carlo Ubbiali   | MV Agusta      | 24 (32) |
| 2 | Gary Hocking    | MV Agusta      | 18 (22) |
| 3 | Ernst Degner    | MZ             | 16 (18) |
| 4 | Bruno Spaggiari | MV Agusta      | 12      |
| 5 | John Hempleman  | MZ             | 10      |
| 6 | Luigi Taveri    | MV Agusta      | 6       |
| 7 | Jim Redman      | Honda / Ducati | 6       |

| 8  | Alberto Gandossi    | MZ     | 4 |
| 9  | Bob Anderson        | MZ     | 2 |
| 10 | Naomi Taniguchi     | Honda  | 1 |
|    | Giichi Suzuki       | Honda  | 1 |
|    | Mike Hailwood       | Ducati | 1 |
|    | Kunimitsu Takahashi | Honda  | 1 |

(Punkte in Klammern inklusive Streichresultate)

### Konstrukteurswertung
| 1 | MV Agusta | 24 (36) |
| 2 | MZ        | 16 (23) |
| 3 | Honda     | 7       |
| 4 | Ducati    | 1       |

(Punkte in Klammern inklusive Streichresultate)

## Gespanne (500 cm³)

### Rennergebnisse
|   | Datum  | Rennen                 | Strecke           | Platz 1                         | Platz 2                                 | Platz 3                             | Schn. Rennrunde                 |
| - | ------ | ---------------------- | ----------------- | ------------------------------- | --------------------------------------- | ----------------------------------- | ------------------------------- |
| 1 | 22.05. | GP von Frankreich      | Clermont-Ferrand  | Helmut Fath / Alfred Wohlgemuth | Fritz Scheidegger / Horst Burkhardt     | Florian Camathias / John Chisnell   | Helmut Fath / Alfred Wohlgemuth |
| 2 | 15.06. | 42. Isle of Man TT     | Mountain Course   | Helmut Fath / Alfred Wohlgemuth | Pip Harris / Ray Campbell               | Charlie Freeman / Billie Nelson     | Helmut Fath / Alfred Wohlgemuth |
| 3 | 25.06. | 30. Dutch TT           | Assen             | Pip Harris / Ray Campbell       | Helmut Fath / Alfred Wohlgemuth         | Fritz Scheidegger / Horst Burkhardt | Florian Camathias / Roland Föll |
| 4 | 03.07. | 33. GP von Belgien     | Spa-Francorchamps | Helmut Fath / Alfred Wohlgemuth | Fritz Scheidegger / Horst Burkhardt     | Edgar Strub / Hilmar Cecco          | Florian Camathias / Roland Föll |
| 5 | 14.06. | 24. GP von Deutschland | Solitude          | Helmut Fath / Alfred Wohlgemuth | Florian Camathias / Gottfried Rüfenacht | Fritz Scheidegger / Horst Burkhardt | Helmut Fath / Alfred Wohlgemuth |

### Fahrerwertung
| 1  | Helmut Fath       | Alfred Wohlgemuth                                       | BMW    | 24 (38) |
| 2  | Fritz Scheidegger | Horst Burkhardt                                         | BMW    | 16 (20) |
| 3  | Pip Harris        | Ray Campbell                                            | BMW    | 14      |
| 4  | Florian Camathias | John Chisnell bzw. Roland Föll bzw. Gottfried Rüfenacht | BMW    | 12      |
| 5  | Edgar Strub       | Hilmar Cecco                                            | BMW    | 9       |
| 6  | Max Deubel        | Horst Höhler                                            | BMW    | 7       |
| 7  | Charlie Freeman   | Billie Nelson                                           | Norton | 4       |
| 8  | Alwin Ritter      | Emil Hörner                                             | BMW    | 4       |
| 9  | Les Wells         | William Cook                                            | Norton | 3       |
|    | Jackie Beeton     | Eddie Bulgin                                            | BMW    | 3       |
| 11 | Bill Boddice      | Tony Godfrey1                                           | Norton | 2       |
|    | Otto Kölle        | Dieter Hess                                             | BMW    | 2       |
| 13 | Jo Rogliardo      | Marcel Godillot                                         | BMW    | 8       |

1 einige Quellen geben beim Grand Prix der Niederlande auch Graham Stokes als Beifahrer von Boddice an

(Punkte in Klammern inklusive Streichresultate)

### Konstrukteurswertung
| 1 | BMW    | 32 (40) |
| 2 | Norton | 2       |

(Punkte in Klammern inklusive Streichresultate)